# キヌラン
キヌラン（絹蘭、学名：Zeuxine strateumatica）はラン科キヌラン属の小型の多年生草本。IUCNカテゴリーLC。狭義のキヌランとして沖縄県絶滅危惧IA類（CR）、宮崎県絶滅危惧IB類。

## 特徴
開花期の高さは5–15 cmほど。茎と葉は紅紫色を帯びる。葉は線形で長さ約5 cm。花期は3–4月。花は長さ5 mmほどで、背がく弁と側花弁は重なり合って兜状になる。唇弁の基部が球形に膨れる。唇弁は黄色を帯び、上面の基部に少数の突起がある。唇弁の先端は倒卵形で、わずかに2裂する。
ラン科植物には腐生性の種も散見されるが、本種は自ら光合成を行うことが確認されている。ただしその能力は低い。

## 分類
唇弁の先端が2裂しないものを品種チクシキヌランZ. strateumatica f. rupicolaとして分けるが、中間的な形態の個体もあり、さらなる検討が必要とされる。インド北部チャンディーガル産のキヌランの染色体数については二倍体～十倍体の倍数性複合体や様々な異数体が知られているが、日本産キヌランとチクシキヌランの染色体数については未解明。キヌランには形態的にも遺伝的にも多くの系統が含まれると考えられ、チクシキヌランはキヌランの種内変異のうち琉球列島などに分布する1品種として扱うとする新学名組合せが提唱された。YListもこの見解をとっており、本稿における分類もこれらに従う。なお、POWOではZ. strateumatica f. rupicolaなどを下位分類とせずZ. strateumaticaのシノニムとして纏めている。

## 分布と生育環境
九州南部～南西諸島、東南アジアをはじめアジア熱帯域周辺（イラン～ニューギニア）に広く分布し、米国南部をはじめ世界各地の亜熱帯～熱帯で野生化。日当たりの良い草地に生育する。人為的な影響の多い場所でも見かける。公園の芝生広場などに生える身近なラン。沖縄では唇弁先端が2裂しないチクシキヌランの型が多く、キヌランはまれとされる。本種は草丈が低いことから、保全を目的とする場合は草刈時期をできるだけ遅らせ、草刈り時の刈取高を6 cmとすることが望ましいとされる。

## ギャラリー
チクシキヌラン（沖縄県内各地にて撮影）
- 石垣市
- 大宜味村
- 東村1
- 東村2
- 東村3

Wikimedia Commonsより